# Kanton Saint-Beauzély
Der Kanton Saint-Beauzély war bis 2015 ein französischer Wahlkreis im Département Aveyron und in der Region Midi-Pyrénées. Er umfasste fünf Gemeinden im Arrondissement Millau; sein Hauptort (frz.: chef-lieu) war Saint-Beauzély. Die landesweiten Änderungen in der Zusammensetzung der Kantone brachten im März 2015 seine Auflösung.
Der Kanton Saint-Beauzély war 206,76 km2 groß und hatte 2184 Einwohner (Stand 2012).

## Gemeinden
| Gemeinde            | Einwohner (Stand: 2022) | Code postal | Code Insee |
| ------------------- | ----------------------- | ----------- | ---------- |
| Castelnau-Pégayrols | 346                     | 12620       | 12062      |
| Montjaux            | 435                     | 12490       | 12153      |
| Saint-Beauzély      | 575                     | 12620       | 12213      |
| Verrières           | 364                     | 12520       | 12291      |
| Viala-du-Tarn       | 527                     | 12490       | 12296      |